# McFadyen-Stevens-Reaktion

Benzaldehyd

Die McFadyen-Stevens-Reaktion (oder auch bekannt als McFadyen-Stevens-Reduktion, McFadyen-Stevens-Synthese oder McFadyen-Stevens-Aldehyd-Synthese) ist eine Namensreaktion der organischen Chemie. Die Reaktion wurde benannt nach ihren Entdeckern, den Chemikern John S. McFayden und Thomas Stevens Stevens. Bei dieser Synthese entstehen aromatische oder heteroaromatische Aldehyde, beispielsweise Benzaldehyd.

## Übersichtsreaktion
Ein Hydrazid wird mit Natriumcarbonat in der Hitze zersetzt, wobei ein aromatischer (R1= Arylgruppe) oder heteroaromatischer Aldehyd (R1= Heteroarylgruppe) entsteht.
Der R2 ist ein Arylrest, z. B. ein Phenylrest.

## Reaktionsmechanismus
Ein möglicher Reaktionsmechanismus wird mit dem Hydrazide 1 durchgeführt:
Das Hydrazid 1 wird mit Natriumcarbonat umgesetzt, hierbei fungiert das Carbonat als Base und deprotoniert ein Stickstoffatom. Das deprotoniere Hydrazid 2 bildet nun durch Verschiebung des Wasserstoffs, unter Abspaltung der Sulfongruppe die Azoverbindung 3 (eine Azoverbindung ist z. B. Diimin). Nun kann aus 3 unter Abspaltung von  Stickstoff ein Aldehyd (R1= heterocyclischer Rest oder Arylrest) entstehen.